# Szirk
Szirk (arab. ‏شرك‎) – w islamie grzech polegający na oddawaniu czci czemuś lub komuś innemu niż Allah. Chodzi tu nie tylko o wiarę w inne istoty nadprzyrodzone, ale też o pieniądze, przyjemność czy przywódców politycznych. Jako grzech szirk przeciwstawia się cnocie tawhidu.
Według Koranu, szirk jest najcięższym grzechem, popełnianym również przez chrześcijan oddających cześć boską Jezusowi:
O ludu Księgi! Nie przekraczaj granic w twojej religii i nie mów o Bogu niczego innego, jak tylko prawdę! Mesjasz, Jezus syn Marii, jest tylko posłańcem Boga; i Jego Słowem, które złożył Marii; i Duchem, pochodzącym od Niego. Wierzcie więc w Boga i Jego posłańców i nie mówcie: "Trzy!" Zaprzestańcie! To będzie lepiej dla was! Allah - to tylko jeden Bóg! On jest nazbyt wyniosły, by mieć syna! Do Niego należy to, co jest w niebiosach, i to, co jest na ziemi. I Bóg wystarcza jako opiekun! (4:171)
Oni wzięli swoich uczonych w piśmie i swoich mnichów za panów, poza Bogiem, i Mesjasza, syna Marii. A rozkazano im przecież czcić tylko Boga Jedynego. Nie ma boga, jak tylko On! Jakże On bardziej godny jest chwały aniżeli to, co oni Jemu dodają jako współtowarzyszy! (9:31)

## Rodzaje szirku
- Szirk ur-Rububijja - wiara w istnienie stwórców innych niż Allah, a także wiara że istoty inne niż Allah mogą odpowiadać na modlitwy bądź czynić cuda. Przykładem jest tu wiara w czarowników.
- Szirk ul-Ibada - oddawanie czci komuś innemu niż Allah

Asz-szirk ul-akbar - większy szirk - oddawanie czci bóstwom innym niż Allah
Asz-szirk ul-asghar - mniejszy szirk - obłuda w praktykach religijnych (np. modlitwa i post dla popisania się swoją religijnością)
- Szirk ul-Asma was-Sifat - przypisywanie rzeczom stworzonym atrybutów Stwórcy. Przykładem może być mężczyzna imieniem Jamama, żyjący za czasów Mahometa, który określał się jako ar-Rahman (miłosierny)